# Вітторіо Ґассман
Вітторіо Ґассман (італ. Vittorio Gassman; 1 вересня 1922, Генуя — 29 червня 2000, Рим) — італійський кіноактор.

## Життєпис
Народився 1 вересня 1922 року в Генуї, Лігурія, Італія, у сім'ї німецького емігранта та італійки.
Любов до театру привела Ґассмана в Римську Академію драматичного мистецтва, яку він закінчив у 1942 році. На сцену театру Ґассман вийшов у Мілані в 1942 році, пізніше грав у театрі Елісео в Римі. Грав у драматичній трупі Лукіно Вісконті (1948—1949). Репертуар, у якому брав участь Вітторіо Ґассман, був різноманітний і значний — Достоєвський, Шекспір, Вільямс, Сенека.  
«Гамлет», зіграний Вітторіо Ґассманом в Національному театрі (цей театр створив Ґассман разом з Т. Сальвіні), приніс йому славу, яку можна порівняти зі славою кінозірок. До кінця 1950-х років Ґассман утвердився як видатний театральний актор, драматург і режисер. У 1959 році Вітторіо Ґассман заснував у Римі трупу Італійського народного театру.  
Дебют актора в кіно відбувся в 1946 році. Кінокар'єра складалася не менш вдало, ніж у театрі. Фільм Джузеппе Де Сантіса «Гіркий рис» (1949) приніс акторові справжній успіх і запрошення зніматися в американських режисерів («Рапсодія» — 1953, реж. Ч. Відор та «Війна і мир» — 1956, реж. К. Відор).  
Проявив себе і як комедійний актор, віртуозний майстер перевтілення у фільмі Діно Різі «Чудовиська».
Разом з Франческо Розі Ґассман поставив фільм «Кін» за Олександром Дюма, де зіграв головну роль.  
Ґассман був актором різнобічним, зі своєрідним негативною чарівністю, яскравим темпераментом та іронією. Вершиною творчості Ґассмана в 1960-і роки в кіно стає роль Бруно в фільмі Діно Різі «Обгін» (1962), де актор грає в дуеті з Трентіньяном. За цю роботу Ґассман отримує «Срібну стрічку».  
Ще одну «Срібну стрічку» Ґассман заслужено отримав за блискучу роботу у фільмі Маріо Монічеллі «Велика війна».  
Найбільш значною роботою Ґассмана безумовно стала картина «Запах жінки» (1974, Profumo di donna), яка здобула премію МКФ у Каннах. Надалі перезнімалася американцями в фільмі «Запах жінки» (1992, Scent of a Woman) з Аль Пачіно. У цьому своєрідному змаганні Ґассман виграє.  
Ґассман грає в Е. Скола, М. Феррері, Р. Олтмена та інших. І кожна поява актора на екрані стає подією. Ґассман знімає власне кіно, пише сценарії й п'єси.  
У 1999 році Вітторіо Ґассман залишає сцену, а 29 червня 2000 помирає від серцевого нападу в Римі.

## Фільмографія
- 1947 «Таємничий лицар» / (Il cavaliere misterioso) — Джакомо Казанова
- 1959 «Зухвалий наскок невідомих зловмисників» / (Audace colpo dei soliti ignoti) — Джузеппе «Пеппе» Байокі
- 1960 «Злочин» / (Crimen) — Ремо Капретті
- 1962 «Обгін» / (Il Sorpasso) — Бруно Кортона
- 1965 «Кон'юнктура» / (La congiuntura) — Джуліано
- 1967 «Зловмисники, як завжди, залишилися невідомими» / (I soliti ignoti) — Джузеппе Байокі, на прізвисько «Пеппе-пантера»
- 1971 «Іменем італійського народу» / (In nome del popolo italiano) — суддя Маріано Боніфаці
- 1974 «Запах жінки» / (Profumo di donna) — Фаусто Консольо
- 1974 «Ми так любили одне одного» / (C'eravamo tanto amati) — Джанні Перего
- 1976 «Пустеля Тартарі» / (Il deserto dei Tartari) — полк. Філімор
- 1977 «Нові чудовиська» / (I nuovi mostri) — Кардинал
- 1977 «Загублена душа» / (Anima persa) —  Фабіо Штольц
- 1978 «Весілля» / (A Wedding) —  Луїджі Кореллі
- 1981 «Готельний номер» / (Camera d'albergo) — Акілле Менгароні